# Камара, Кемоко
Кемоко Камара (англ. Kémoko Camara; род. 5 апреля 1975 или 4 мая 1975, Конакри) — гвинейский футболист, вратарь.

## Карьера

### Клубная карьера

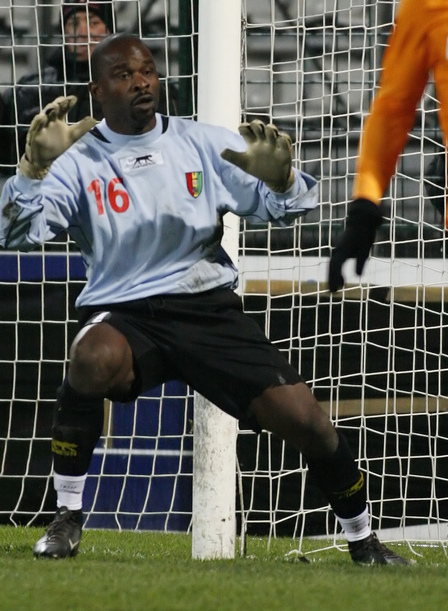

Камара начал карьеру в «Калуме». В 1999 году он перешёл в бельгийский клуб «Харелбеке». Сезон 2000/2001 был не очень успешным для его клуба, команда заняла только 17-е место в высшем дивизионе Бельгии и понизился во второй дивизион Бельгии. «Харелбеке» присоединился к следующему сезону под другим названием - «Зюйд-Вест-Вландерен». Клуб занял 5-е место и вышел в плей-офф, в котором так и не сыграл. Активисты «Зюйд-Вест-Вландерен» отклонили лицензии на сезон 2002/2003, и 1 июня 2002 года клуб распался. Камара после двухлетнего отсутствия перешёл к израильскому клубу второго эшелона «Бней Сахнин» и занял с ним 4-е место. В новом сезоне Камара стал игроком «Маккаби Ахи», а в 2005 году вернулся в Гвинею. Он играл за «Хафию» в течение двух сезонов, прежде чем присоединиться к клубу южноафриканской Премьер лиги, «АмаЗулу». Там он сыграл всего 11 игр и покинул клуб.
В начале марта 2008 года Камара подписал краткосрочный контракт с «Данди Юнайтед», но так и не появился в основном составе, поэтому в конце года покинул клуб. В декабре 2008 года он сыграл соревновательный матч за «Ист Стерлингшир». Вскоре Камара переехал во Францию, в клуб «ТАК Шоле», который выиграл шестой дивизион (DH Атлантик) во Франции в сезоне 2008/09. В 2011 году Камара вернулся в Гвинею в клуб «Калум». В 2013 году он перешёл в другой гвинейский клуб «Хоройя», где и завершил свою карьеру через 2 года пребывания в команде.

### Международная карьера
Камара впервые попал в заявку на Кубок африканских наций 1998, где сыграл две игры против Камеруна и Буркина-Фасо. Он был основным вратарём в составе сборной Гвинеи в 2004 году на Кубке африканских наций, которая в группе заняла второе место, но вылетела в четвертьфинале проиграв сборной Мали 1:2. Камара также был вызван в сборную Гвинеи на Кубок африканских наций 2008 года, начиная первую игру против хозяев турнира сборной Ганы. На этом турнире Гвинея снова вышла из группы и снова проиграла в четвертьфинале, на это раз сборной Кот-д’Ивуара. 14 августа 2013 года Камара закончил выступления за сборную в матче против сборной Алжира.

## Достижения
«Калум»
- Чемпион Гвинеи (3): 1995, 1996, 1998
- Обладатель Кубка Гвинеи (2): 1997, 1998

«Бней Сахнин»
- Обладатель Кубка Израиля: 2004

«Хоройя»
- Чемпион Гвинеи (2): 2013, 2014
- Обладатель Кубка Гвинеи (2): 2013, 2014
- Обладатель Суперубка Гвинеи: 2013